# Planck Point
Koordinaten: 79° 18′ S, 85° 11′ W
Planck Point ist eine ausläuferartige, schneebedeckte Erhebung an der nördlichen Seite des Splettstoesser-Gletschers in der westantarktischen Heritage Range. Etwa 18,5 Kilometer nordöstlich liegt der Landmark Peak.
Seinen Namen erhielt Planck Point von einer geologischen Expedition der University of Minnesota, die die Gegend im Sommer 1963/64 erkundete. Sie benannten die Erhebung nach Russell E. Planck, dem „Crew Chief“ eines Hubschraubers des 62nd Transportation Detachment der United States Army, welcher der Expedition geholfen hatte.